# Van der Heijdenlaan 5 (Baarn)
De villa Van der Heydenlaan 5 is een beschermd gemeentelijk monument in Baarn, in de provincie Utrecht.
Het huis werd in 1910 gebouwd voor J.D. Stalling. Links van het huis is een serre aangebouwd, met daarbovenop een hekwerk.
Er zijn meerdere stijlen door elkaar gebruikt. De onderste helft van het pand is gepleisterd zoals panden met jugendstil, het imitatievakwerk in de punt van het gebouw is weer een kenmerk van de chaletstijl.